# 2016年の日本シリーズ
2016年の日本シリーズ（2016ねんのにっぽんシリーズ、2016ねんのにほんシリーズ）は、2016年（平成28年）10月22日から10月29日まで開催された広島東洋カープ（以下、広島）と北海道日本ハムファイターズ（以下、日本ハム）による第67回日本選手権シリーズである。

## 概要
2014年から3年連続でNPBパートナーの三井住友フィナンシャルグループ（三井住友銀行、SMBC）を冠スポンサーに迎え「SMBC日本シリーズ2016」として開催された。
セ・パ両リーグとも、レギュラーシーズンで優勝した広島東洋カープと北海道日本ハムファイターズがクライマックスシリーズを勝ち抜き、本大会に出場する。広島は1991年（当時の対戦相手は西武ライオンズ）以来25年ぶり7回目、日本ハムは2012年（当時の対戦相手は読売ジャイアンツ）以来4年ぶり7回目の日本シリーズ出場となる。この両者は日本シリーズでは日本ハムの前身球団（東急→東映→日拓ホーム）時代を含め初顔合わせであると共に、日本シリーズ史上初の三大都市圏以外に本拠地を置く球団同士の対戦となった。よって日本ハムが日本シリーズで対戦していないのは東京ヤクルトスワローズと横浜DeNAベイスターズのみとなった。
なお今大会は、セリーグで西端の広島、パリーグで北端の日本ハムと最も地理的に離れた2チーム（広島本拠地・マツダスタジアムと、日本ハム本拠地・札幌ドームは、直線距離で約1231キロ）の「史上最長距離シリーズ」となり移動には両チームとも飛行機を使用した。特に広島は今回の移動のために専用チャーター機まで手配するという気合の入れ込み様だった。
広島の本拠地がマツダスタジアムに移転された2009年以降、同球場での初の日本シリーズ開催となる。日本シリーズ開催球場はマツダスタジアムで22球場目であり、2016年時点での12球団の本拠地球場全てで一度は日本シリーズが開催されたことになった。またこのシリーズ以後日本ハムは日本シリーズに進出できぬまま2023年にエスコンフィールドHOKKAIDOへ本拠地を移転したため、札幌ドームで開催された最後の日本シリーズとなった。
翌2017年の日本シリーズではセ・リーグ3位のDeNA、さらに翌々年の2018年の日本シリーズではパ・リーグ2位のソフトバンクがクライマックスシリーズを制し日本シリーズに出場し、2019年の日本シリーズは元号が令和に替わった後の開催となったため、平成時代でのリーグ優勝チーム同士の顔合わせは今大会が最後となった。

### 試合日程
- 第1戦 - 10月22日(土) MAZDA Zoom-Zoomスタジアム広島（18時30分試合開始）
- 第2戦 - 10月23日(日) MAZDA Zoom-Zoomスタジアム広島（18時30分試合開始）
- (移動日) 10月24日(月)
- 第3戦 - 10月25日(火) 札幌ドーム（18時30分試合開始）
- 第4戦 - 10月26日(水) 札幌ドーム（18時30分試合開始）
- 第5戦 - 10月27日(木) 札幌ドーム（18時00分試合開始）
- (移動日) 10月28日(金)
- 第6戦 - 10月29日(土) MAZDA Zoom-Zoomスタジアム広島（18時30分試合開始）

※いずれかのチームが4勝先取した時点で、日本シリーズは終了とする。
以下、開催予定されていたが行われなかった日程は以下のとおり。
- 第7戦 - 10月30日(日) MAZDA Zoom-Zoomスタジアム広島（18時30分試合開始＝第6戦で終了のため未実施）

※中止試合が発生した場合であっても、第5戦と第6戦の間の移動日は設ける。
※引き分け試合の発生により、第7戦までに4勝したチームがいない場合は第7戦の翌日に広島で第8戦を行い、それでも4勝したチームがいない場合は移動日を挟んで札幌で第9戦を行う。
※パ・リーグのホームゲーム（第3戦 - 5戦）では指名打者制を採用。また、監督会議にて広島・緒方孝市監督が予告先発の採用を提案し、日本ハム・栗山英樹監督が了承したため、2014年・ソフトバンクVS阪神以来2年ぶりに予告先発が行われた。
※広島にとっては、本拠地・MAZDA Zoom-Zoom スタジアム広島での日本シリーズ開催および全試合ナイターでの日本シリーズ開催は球団史上初となる（ちなみに、広島がこれまで出場した過去6回の日本シリーズは、いずれも旧・広島市民球場での開催で、全試合デーゲームだった）。

### クライマックスシリーズからの勝ち上がり表
|  | CS1st                 | CS1st  |                                                                              |        | CSファイナル     | CSファイナル |                      |        | 日本選手権シリーズ | 日本選手権シリーズ |
|  |                       |        |                                                                              |        |                  |              |                      |        |                    |                    |
|  |                       |        |                                                                              |        |                  |              |                      |        |                    |                    |
|  |                       |        |                                                                              |        |                  |              |                      |        |                    |                    |
|  |                       |        |                                                                              |        |                  |              |                      |        |                    |                    |
|  |                       |        | （6戦4勝制＜含・アドバンテージ1＞） MAZDA Zoom-Zoom スタジアム広島           |        |                  |              |                      |        |                    |                    |
|  |                       |        |                                                                              |        |                  |              |                      |        |                    |                    |
|  | 広島（セ優勝）        | ☆○○●○  |                                                                              |        |                  |              |                      |        |                    |                    |
|  | 広島（セ優勝）        | ☆○○●○  | （3戦2勝制） 東京ドーム                                                      |        |                  |              |                      |        |                    |                    |
|  |                       |        | DeNA（セ1st勝者）                                                            | ★●●○●  |                  |              |                      |        |                    |                    |
|  | 巨人（セ2位）         | ●○●    | DeNA（セ1st勝者）                                                            | ★●●○●  |                  |              |                      |        |                    |                    |
|  | 巨人（セ2位）         | ●○●    | （7戦4勝制） (第1,2,6戦)MAZDA Zoom-Zoom スタジアム広島 (第3,4,5戦)札幌ドーム |        |                  |              |                      |        |                    |                    |
|  | DeNA（セ3位）         | ○●○    |                                                                              |        |                  |              |                      |        |                    |                    |
|  | DeNA（セ3位）         | ○●○    |                                                                              |        | 広島（セCS優勝） | ○○●●●●       |                      |        |                    |                    |
|  |                       |        |                                                                              |        | 広島（セCS優勝） | ○○●●●●       |                      |        |                    |                    |
|  |                       |        |                                                                              |        |                  |              | 日本ハム（パCS優勝） | ●●○○○○ |                    |                    |
|  |                       |        |                                                                              |        |                  |              | 日本ハム（パCS優勝） | ●●○○○○ |                    |                    |
|  |                       |        | （6戦4勝制＜含・アドバンテージ1＞） 札幌ドーム                               |        |                  |              |                      |        |                    |                    |
|  |                       |        |                                                                              |        |                  |              |                      |        |                    |                    |
|  | 日本ハム（パ優勝）    | ☆○●○●○ |                                                                              |        |                  |              |                      |        |                    |                    |
|  | 日本ハム（パ優勝）    | ☆○●○●○ | （3戦2勝制） 福岡ヤフオク!ドーム                                             |        |                  |              |                      |        |                    |                    |
|  |                       |        | ソフトバンク（パ1st勝者）                                                    | ★●○●○● |                  |              |                      |        |                    |                    |
|  | ソフトバンク（パ2位） | ○○     | ソフトバンク（パ1st勝者）                                                    | ★●○●○● |                  |              |                      |        |                    |                    |
|  | ソフトバンク（パ2位） | ○○     |                                                                              |        |                  |              |                      |        |                    |                    |
|  | ロッテ（パ3位）       | ●●     |                                                                              |        |                  |              |                      |        |                    |                    |
|  | ロッテ（パ3位）       | ●●     |                                                                              |        |                  |              |                      |        |                    |                    |

☆・★=クライマックスシリーズ・ファイナルのアドバンテージ1勝・1敗分

## 出場資格者
| 北海道日本ハムファイターズ | 北海道日本ハムファイターズ | 北海道日本ハムファイターズ             | 北海道日本ハムファイターズ | 北海道日本ハムファイターズ |
| 役職                       | 背番号                     | 名前                                   | 投                         | 打                         |
| -------------------------- | -------------------------- | -------------------------------------- | -------------------------- | -------------------------- |
| 監督                       | 80                         | 栗山英樹                               | -                          | -                          |
| コーチ                     | 81                         | 吉井理人(投手コーチ)                   | -                          | -                          |
| コーチ                     | 87                         | 黒木知宏(投手コーチ)                   | -                          | -                          |
| コーチ                     | 79                         | 城石憲之(打撃コーチ)                   | -                          | -                          |
| コーチ                     | 88                         | 金子誠(打撃コーチ)                     | -                          | -                          |
| コーチ                     | 78                         | 髙橋信二(捕手コーチ兼打撃コーチ補佐)   | -                          | -                          |
| コーチ                     | 90                         | 白井一幸(内野守備走塁コーチ兼作戦担当) | -                          | -                          |
| コーチ                     | 75                         | 川名慎一(外野守備走塁コーチ)           | -                          | -                          |
| コーチ                     | 84                         | 厚澤和幸(ベンチコーチ)                 | -                          | -                          |
| コーチ                     | 72                         | 田中幸雄(二軍監督)                     | -                          | -                          |
| コーチ                     | 89                         | 伊藤剛(二軍総合兼投手コーチ)           | -                          | -                          |
| 投手                       | 11                         | 大谷翔平                               | 右                         | 左                         |
| 投手                       | 13                         | 石井裕也                               | 左                         | 左                         |
| 投手                       | 14                         | 加藤貴之                               | 左                         | 左                         |
| 投手                       | 15                         | ルイス・メンドーサ                     | 右                         | 右                         |
| 投手                       | 16                         | 有原航平                               | 右                         | 右                         |
| 投手                       | 18                         | 斎藤佑樹                               | 右                         | 右                         |
| 投手                       | 19                         | 増井浩俊                               | 右                         | 右                         |
| 投手                       | 21                         | 武田久                                 | 右                         | 右                         |
| 投手                       | 25                         | 宮西尚生                               | 左                         | 左                         |
| 投手                       | 28                         | 新垣勇人                               | 右                         | 右                         |
| 投手                       | 29                         | 井口和朋                               | 右                         | 右                         |
| 投手                       | 30                         | 鍵谷陽平                               | 右                         | 右                         |
| 投手                       | 34                         | 吉川光夫                               | 左                         | 左                         |
| 投手                       | 35                         | 榎下陽大                               | 右                         | 右                         |
| 投手                       | 39                         | 高梨裕稔                               | 右                         | 右                         |
| 投手                       | 43                         | 白村明弘                               | 右                         | 左                         |
| 投手                       | 48                         | 谷元圭介                               | 右                         | 右                         |
| 投手                       | 52                         | アンソニー・バス                       | 右                         | 右                         |
| 捕手                       | 8                          | 近藤健介                               | 右                         | 左                         |
| 捕手                       | 10                         | 清水優心                               | 右                         | 右                         |
| 捕手                       | 27                         | 大野奨太                               | 右                         | 右                         |
| 捕手                       | 56                         | 市川友也                               | 右                         | 右                         |
| 捕手                       | 66                         | 大嶋匠                                 | 右                         | 左                         |
| 捕手                       | 68                         | 石川亮                                 | 右                         | 右                         |
| 内野手                     | 2                          | 杉谷拳士                               | 右                         | 両                         |
| 内野手                     | 3                          | 田中賢介                               | 右                         | 左                         |
| 内野手                     | 4                          | 飯山裕志                               | 右                         | 右                         |
| 内野手                     | 5                          | ブランドン・レアード                   | 右                         | 右                         |
| 内野手                     | 6                          | 中田翔                                 | 右                         | 右                         |
| 内野手                     | 7                          | 西川遥輝                               | 右                         | 左                         |
| 内野手                     | 9                          | 中島卓也                               | 右                         | 左                         |
| 内野手                     | 12                         | 松本剛                                 | 右                         | 右                         |
| 内野手                     | 23                         | 渡邉諒                                 | 右                         | 右                         |
| 内野手                     | 32                         | 大累進                                 | 右                         | 右                         |
| 外野手                     | 1                          | 陽岱鋼                                 | 右                         | 右                         |
| 外野手                     | 26                         | 淺間大基                               | 右                         | 右                         |
| 外野手                     | 31                         | 岡大海                                 | 右                         | 右                         |
| 外野手                     | 37                         | 矢野謙次                               | 右                         | 右                         |
| 外野手                     | 49                         | 石川慎吾                               | 右                         | 右                         |
| 外野手                     | 64                         | 谷口雄也                               | 右                         | 左                         |

| 広島東洋カープ | 広島東洋カープ | 広島東洋カープ                 | 広島東洋カープ | 広島東洋カープ |
| 役職           | 背番号         | 名前                           | 投             | 打             |
| -------------- | -------------- | ------------------------------ | -------------- | -------------- |
| 監督           | 79             | 緒方孝市                       | -              | -              |
| コーチ         | 71             | 高信二(ヘッドコーチ)           | -              | -              |
| コーチ         | 74             | 河田雄祐(外野守備・走塁コーチ) | -              | -              |
| コーチ         | 90             | 玉木朋孝(内野守備・走塁コーチ) | -              | -              |
| コーチ         | 75             | 石井琢朗(打撃コーチ)           | -              | -              |
| コーチ         | 72             | 東出輝裕(打撃コーチ)           | -              | -              |
| コーチ         | 91             | 迎祐一郎(打撃コーチ補佐)       | -              | -              |
| コーチ         | 71             | 畝龍実(投手コーチ)             | -              | -              |
| コーチ         | 73             | 小林幹英(投手コーチ)           | -              | -              |
| コーチ         | 84             | 植田幸弘(バッテリーコーチ)     | -              | -              |
| 投手           | 11             | 福井優也                       | 右             | 右             |
| 投手           | 12             | 九里亜蓮                       | 右             | 右             |
| 投手           | 14             | 大瀬良大地                     | 右             | 右             |
| 投手           | 15             | 黒田博樹                       | 右             | 右             |
| 投手           | 16             | 今村猛                         | 右             | 右             |
| 投手           | 17             | 岡田明丈                       | 右             | 左             |
| 投手           | 19             | 野村祐輔                       | 右             | 右             |
| 投手           | 21             | 中﨑翔太                       | 右             | 右             |
| 投手           | 23             | 薮田和樹                       | 右             | 右             |
| 投手           | 30             | 一岡竜司                       | 右             | 右             |
| 投手           | 39             | 飯田哲矢                       | 左             | 左             |
| 投手           | 42             | クリス・ジョンソン             | 左             | 左             |
| 投手           | 53             | 戸田隆矢                       | 左             | 左             |
| 投手           | 57             | 仲尾次オスカル                 | 左             | 左             |
| 投手           | 58             | ジェイ・ジャクソン             | 右             | 右             |
| 投手           | 66             | ブレイディン・ヘーゲンズ       | 右             | 右             |
| 投手           | 70             | スティーブ・デラバー           | 右             | 右             |
| 捕手           | 27             | 會澤翼                         | 右             | 右             |
| 捕手           | 31             | 石原慶幸                       | 右             | 右             |
| 捕手           | 32             | 白濱裕太                       | 右             | 右             |
| 捕手           | 61             | 磯村嘉孝                       | 右             | 右             |
| 内野手         | 0              | 上本崇司                       | 右             | 両             |
| 内野手         | 2              | 田中広輔                       | 右             | 左             |
| 内野手         | 4              | 小窪哲也                       | 右             | 右             |
| 内野手         | 6              | 梵英心                         | 右             | 右             |
| 内野手         | 7              | 堂林翔太                       | 右             | 右             |
| 内野手         | 25             | 新井貴浩                       | 右             | 右             |
| 内野手         | 33             | 菊池涼介                       | 右             | 右             |
| 内野手         | 52             | 庄司隼人                       | 右             | 左             |
| 内野手         | 55             | ブラッド・エルドレッド         | 右             | 右             |
| 内野手         | 60             | 安部友裕                       | 右             | 左             |
| 内野手         | 63             | 西川龍馬                       | 右             | 左             |
| 外野手         | 9              | 丸佳浩                         | 右             | 左             |
| 外野手         | 10             | 岩本貴裕                       | 左             | 左             |
| 外野手         | 35             | 下水流昂                       | 右             | 右             |
| 外野手         | 37             | 野間峻祥                       | 右             | 右             |
| 外野手         | 38             | 赤松真人                       | 右             | 右             |
| 外野手         | 44             | 松山竜平                       | 右             | 左             |
| 外野手         | 49             | 天谷宗一郎                     | 左             | 左             |
| 外野手         | 51             | 鈴木誠也                       | 右             | 右             |

審判員：有隅昭二、丹波幸一、小林和公、川口亘太、本田英志、白井一行、嶋田哲也

## 試合結果
日本ハムはMAZDA Zoom-Zoom スタジアム広島（以下、マツダスタジアム）での1・2戦では連敗したが、札幌ドームでの3・4・5戦では2つのサヨナラ勝ちを含むスウィープ（3戦全勝）を果たし王手をかけると、勢いそのままにマツダスタジアムに戻っての第6戦でも10-4で勝利。対戦成績を4勝2敗とし10年ぶり3度目の日本一を果たした。日本ハムの4勝は全て逆転勝利であり、その全ての試合で救援投手が勝利投手となった（さらにそのうち3試合はアンソニー・バースが勝利投手となっている）。
一方の広島は、マツダスタジアムでの最初の1・2戦では、1失点に抑える投手陣の好投や得意の足を使った機動力野球などで2連勝したが、シーズン中は1度もなかった被3タテ（同一カード3連戦3連敗）を、札幌ドームでの3・4・5戦で喫してしまい、マツダスタジアムでの第6戦にも敗れ、2勝4敗で32年ぶりの日本一を逃した。全6試合とも、途中一度は広島がリードした展開となるが、第3戦以降はリードを守りきれず、救援投手が8回以降に日本ハムに逆転を許し、決勝点も挙げられてしまう展開だった。
なお日本ハムの武田勝、広島の黒田博樹の両投手がそれぞれ2016年限りでの現役引退を既に表明していた。黒田は第3戦（札幌ドーム）に先発投手として登板し、その後の登板はなかったため結果的にこの試合が現役最後の登板となった。一方の武田勝は出場資格メンバーからは外れたが、第6戦（マツダスタジアム）で日本ハムの日本一が決まると、勝利監督の栗山の胴上げに続いて、選手として唯一胴上げされ有終の美を飾った。
今大会はチームの戦力、実力よりも状態が悪いと機を見るや早々に交代させ先発要員のメンドーサ、バース等を継ぎこみ早めの継投でピンチを切り抜けた栗山監督と、いつも通りの戦いを意識しすぎたためベンチ待機している投手陣のスクランブル登板が決断できず、結果的には6連投の中継ぎ陣がスタミナ切れを起こしてしまった緒方監督と采配が明暗を分けた。
またこのシリーズにおいて、日本ハムが札幌ドームの試合で3連勝した事で、2013年の第7戦から、パの本拠地の試合でパ・リーグ出場チームがシリーズ9連勝を記録している。
日本ハムが日本一となったことで、史上初めて「パ・リーグ6球団とも最後に出場した日本シリーズで日本一達成」となった。
| 日付                                              | 試合   | ビジター球団（先攻）       | スコア | ホーム球団（後攻）         | 開催球場                       |
| ------------------------------------------------- | ------ | -------------------------- | ------ | -------------------------- | ------------------------------ |
| 10月22日（土）                                    | 第1戦  | 北海道日本ハムファイターズ | 1 - 5  | 広島東洋カープ             | MAZDA Zoom-Zoom スタジアム広島 |
| 10月23日（日）                                    | 第2戦  | 北海道日本ハムファイターズ | 1 - 5  | 広島東洋カープ             | MAZDA Zoom-Zoom スタジアム広島 |
| 10月24日（月）                                    | 移動日 | 移動日                     | 移動日 | 移動日                     | 移動日                         |
| 10月25日（火）                                    | 第3戦  | 広島東洋カープ             | 3 - 4x | 北海道日本ハムファイターズ | 札幌ドーム                     |
| 10月26日（水）                                    | 第4戦  | 広島東洋カープ             | 1 - 3  | 北海道日本ハムファイターズ | 札幌ドーム                     |
| 10月27日（木）                                    | 第5戦  | 広島東洋カープ             | 1 - 5x | 北海道日本ハムファイターズ | 札幌ドーム                     |
| 10月28日（金）                                    | 移動日 | 移動日                     | 移動日 | 移動日                     | 移動日                         |
| 10月29日（土）                                    | 第6戦  | 北海道日本ハムファイターズ | 10 - 4 | 広島東洋カープ             | MAZDA Zoom-Zoomスタジアム広島  |
| 優勝：北海道日本ハムファイターズ（10年ぶり3回目） |        |                            |        |                            |                                |

### 第1戦（10月22日）
国歌独唱
- 吉川晃司（歌手・広島県安芸郡府中町出身）

始球式
- 伊調馨（リオデジャネイロオリンピック女子レスリング58㎏級金メダリスト。国民栄誉賞受賞者）

|          | 1 | 2 | 3 | 4 | 5 | 6 | 7 | 8 | 9 | R | H  | E |
| -------- | - | - | - | - | - | - | - | - | - | - | -- | - |
| 日本ハム | 0 | 0 | 0 | 0 | 0 | 0 | 1 | 0 | 0 | 1 | 10 | 0 |
| 広島     | 0 | 1 | 0 | 2 | 0 | 0 | 2 | 0 | X | 5 | 7  | 0 |

1. 勝利：ジョンソン（1勝）
2. 敗戦：大谷（1敗）
3. 本塁打
日：レアード1号（7回表ソロ）
広：松山1号（4回裏ソロ）、エルドレッド1号（4回裏ソロ）
4. 審判
［球審］有隅
［塁審］一塁: 嶋田、二塁: 本田、三塁: 白井
［外審］左翼: 丹波、右翼: 小林
5. 試合時間: 3時間39分  観客: 30619人

| 日本ハム | 日本ハム | 日本ハム   |
| 打順     | 守備     | 選手       |
| -------- | -------- | ---------- |
| 1        | [左]     | 西川遥輝   |
| 2        | [遊]     | 中島卓也   |
| 3        | [右]     | 岡大海     |
| 4        | [一]     | 中田翔     |
| 5        | [中]     | 陽岱鋼     |
| 6        | [二]     | 田中賢介   |
| 7        | [三]     | B.レアード |
| 8        | [投]     | 大谷翔平   |
|          | 捕       | 市川友也   |
|          | 打       | 近藤健介   |
|          | 捕       | 清水優心   |
| 9        | [捕]     | 大野奨太   |
|          | 打       | 矢野謙次   |
|          | 投       | 石井裕也   |
|          | 投       | A.バース   |
|          | 投       | 鍵谷陽平   |
|          | 打       | 谷口雄也   |

| 広島 | 広島 | 広島           |
| 打順 | 守備 | 選手           |
| ---- | ---- | -------------- |
| 1    | [遊] | 田中広輔       |
| 2    | [二] | 菊池涼介       |
| 3    | [中] | 丸佳浩         |
| 4    | [左] | 松山竜平       |
|      | 打一 | 新井貴浩       |
| 5    | [右] | 鈴木誠也       |
| 6    | [一] | B.エルドレッド |
|      | 左   | 赤松真人       |
| 7    | [三] | 安部友裕       |
| 8    | [捕] | 石原慶幸       |
| 9    | [投] | K.ジョンソン   |
|      | 投   | 今村猛         |
|      | 投   | J.ジャクソン   |
|      | 打   | 西川龍馬       |
|      | 投   | 中﨑翔太       |

- 得点経過
- 2回裏-1死1､3塁からダブルスチール、3塁ランナー鈴木誠也生還。C1-0F
- 4回裏-松山ソロホームラン、エルドレッドソロホームラン。C3-0F
- 7回表-レアードソロホームラン。C3-1F
- 7回裏-丸ライト前タイムリ－、エルドレッド犠牲フライC5-1F

### 第2戦（10月23日）
始球式
- 上地結衣（リオデジャネイロパラリンピック車椅子テニス女子シングルス銅メダリスト。大会スポンサーである三井住友銀行のCMに出演）

|          | 1 | 2 | 3 | 4 | 5 | 6 | 7 | 8 | 9 | R | H | E |
| -------- | - | - | - | - | - | - | - | - | - | - | - | - |
| 日本ハム | 0 | 0 | 0 | 1 | 0 | 0 | 0 | 0 | 0 | 1 | 4 | 1 |
| 広島     | 0 | 1 | 0 | 0 | 0 | 4 | 0 | 0 | X | 5 | 7 | 1 |

1. 勝利：野村（1勝）
2. 敗戦：増井（1敗）
3. 本塁打
広：エルドレッド2号（6回裏ソロ）
4. 審判
［球審］白井
［塁審］一塁: 本田、二塁: 丹波、三塁: 小林
［外審］左翼: 川口、右翼: 嶋田
5. 試合時間: 3時間18分  観客: 30638人

| 日本ハム | 日本ハム | 日本ハム     |
| 打順     | 守備     | 選手         |
| -------- | -------- | ------------ |
| 1        | [左]     | 西川遥輝     |
| 2        | [遊]     | 中島卓也     |
| 3        | [右]     | 近藤健介     |
| 4        | [一]     | 中田翔       |
| 5        | [三]     | B.レアード   |
| 6        | [二]     | 田中賢介     |
| 7        | [中]     | 陽岱鋼       |
|          | 捕       | 市川友也     |
|          | 打       | 大谷翔平     |
| 8        | [捕]     | 大野奨太     |
|          | 打中     | 岡大海       |
| 9        | [投]     | 増井浩俊     |
|          | 投       | 鍵谷陽平     |
|          | 打       | 谷口雄也     |
|          | 投       | 井口和朋     |
|          | 投       | L.メンドーサ |

| 広島 | 広島 | 広島           |
| 打順 | 守備 | 選手           |
| ---- | ---- | -------------- |
| 1    | [遊] | 田中広輔       |
| 2    | [二] | 菊池涼介       |
| 3    | [中] | 丸佳浩         |
| 4    | [左] | 松山竜平       |
|      | 左   | 赤松真人       |
| 5    | [右] | 鈴木誠也       |
| 6    | [一] | B.エルドレッド |
| 7    | [三] | 小窪哲也       |
| 8    | [捕] | 石原慶幸       |
| 9    | [投] | 野村祐輔       |
|      | 投   | 今村猛         |
|      | 打   | 下水流昂       |
|      | 投   | J.ジャクソン   |
|      | 投   | 中﨑翔太       |

- 得点経過
- 2回裏-小窪、右中間タイムリーツーベース。C1-0F
- 4回表-二塁手菊池、タイムリーエラー。C1-1F
- 6回裏-菊池タイムリー、投手増井1塁悪送球の間に菊池生還、鈴木誠也犠牲フライ、エルドレッドホームラン、C5-1F

### 第3戦（10月25日）
始球式
- 北海道南富良野町の少年野球チーム所属選手

|          | 1 | 2 | 3 | 4 | 5 | 6 | 7 | 8 | 9 | 10 | R | H | E |
| -------- | - | - | - | - | - | - | - | - | - | -- | - | - | - |
| 広島     | 0 | 2 | 0 | 0 | 0 | 0 | 0 | 0 | 1 | 0  | 3 | 8 | 1 |
| 日本ハム | 1 | 0 | 0 | 0 | 0 | 0 | 0 | 2 | 0 | 1X | 4 | 6 | 0 |

1. 勝利：バース（1勝）
2. 敗戦：大瀬良（1敗）
3. 本塁打
広：エルドレッド3号（2回表2ラン）
4. 審判
［球審］小林
［塁審］一塁: 丹波、二塁: 川口、三塁: 嶋田
［外審］左翼: 有隅、右翼: 本田
5. 試合時間: 3時間51分  観客: 40503人

| 広島 | 広島 | 広島           |
| 打順 | 守備 | 選手           |
| ---- | ---- | -------------- |
| 1    | [遊] | 田中広輔       |
| 2    | [二] | 菊池涼介       |
| 3    | [中] | 丸佳浩         |
| 4    | [一] | 新井貴浩       |
| 5    | [右] | 鈴木誠也       |
| 6    | [指] | B.エルドレッド |
| 7    | [左] | 松山竜平       |
|      | 左   | 野間峻祥       |
| 8    | [三] | 安部友裕       |
| 9    | [捕] | 石原慶幸       |

| 日本ハム | 日本ハム | 日本ハム   |
| 打順     | 守備     | 選手       |
| -------- | -------- | ---------- |
| 1        | [左]     | 西川遥輝   |
| 2        | [右]     | 近藤健介   |
|          | 中       | 陽岱鋼     |
| 3        | [指]     | 大谷翔平   |
| 4        | [一]     | 中田翔     |
| 5        | [中]右   | 岡大海     |
| 6        | [三]     | B.レアード |
| 7        | [二]     | 田中賢介   |
| 8        | [捕]     | 大野奨太   |
|          | 打       | 谷口雄也   |
|          | 捕       | 市川友也   |
| 9        | [遊]     | 中島卓也   |

- 得点経過
- 1回裏-中田ショートゴロ間に一点。F1-0C
- 2回表-エルドレッド2ランホームラン。F1-2C
- 8回裏-中田レフトオーバータイムリーツーベース。F3-2C
- 9回表-安部ライト前タイムリーヒット。F3-3C
- 10回裏-大谷ライト前サヨナラタイムリーヒット。F4X-3C

### 第4戦（10月26日）
始球式
- 乗松聖矢（リオデジャネイロパラリンピック車いすラグビー銅メダリスト）

|          | 1 | 2 | 3 | 4 | 5 | 6 | 7 | 8 | 9 | R | H | E |
| -------- | - | - | - | - | - | - | - | - | - | - | - | - |
| 広島     | 0 | 0 | 0 | 1 | 0 | 0 | 0 | 0 | 0 | 1 | 6 | 1 |
| 日本ハム | 0 | 0 | 0 | 0 | 0 | 1 | 0 | 2 | X | 3 | 5 | 1 |

1. 勝利：谷元（1勝）
2. セーブ：宮西（1セーブ）
3. 敗戦：ジャクソン（1敗）
4. 本塁打
日：中田1号（6回裏ソロ）、レアード2号（8回裏2ラン）
5. 審判
［球審］嶋田
［塁審］一塁: 川口、二塁: 有隅、三塁: 本田
［外審］左翼: 白井、右翼: 丹波
6. 試合時間: 3時間30分  観客: 40599人

- 得点経過
- 4回表-右翼手近藤、落球によりランナー生還。F0-1C
- 6回裏-中田ソロホームラン。F1-1C
- 8回裏-レアード2ランホームラン。F3-1C
- 2013年第7戦から続いていた、先制したチームの勝利が13連勝で止まった。

### 第5戦（10月27日）
始球式
- 北海道日本ハムファイターズジュニアチームの所属選手（NPB12球団ジュニアトーナメントに出場予定）

|          | 1 | 2 | 3 | 4 | 5 | 6 | 7 | 8 | 9  | R | H | E |
| -------- | - | - | - | - | - | - | - | - | -- | - | - | - |
| 広島     | 1 | 0 | 0 | 0 | 0 | 0 | 0 | 0 | 0  | 1 | 7 | 0 |
| 日本ハム | 0 | 0 | 0 | 0 | 0 | 0 | 1 | 0 | 4X | 5 | 7 | 0 |

1. 勝利：バース（2勝）
2. 敗戦：中﨑（1敗）
3. 本塁打
日：西川1号（9回裏満塁）
4. 審判
［球審］本田
［塁審］一塁: 有隅、二塁: 白井、三塁: 丹波
［外審］左翼: 小林、右翼: 川口
5. 試合時間: 3時間32分  観客: 40633人

- 得点経過
- 1回表-鈴木誠也センター前タイムリーヒット。F0-1C
- 7回裏-岡犠牲フライ。F1-1C
- 9回裏-西川サヨナラ満塁ホームラン。F5X-1C

### 第6戦（10月29日）
始球式
- 大野将平（リオデジャネイロオリンピック男子柔道73㎏級金メダリスト）

|          | 1 | 2 | 3 | 4 | 5 | 6 | 7 | 8 | 9 | R  | H  | E |
| -------- | - | - | - | - | - | - | - | - | - | -- | -- | - |
| 日本ハム | 1 | 0 | 0 | 3 | 0 | 0 | 0 | 6 | 0 | 10 | 12 | 2 |
| 広島     | 0 | 2 | 0 | 0 | 1 | 1 | 0 | 0 | 0 | 4  | 7  | 1 |

1. 勝利：バース（3勝）
2. 敗戦：ジャクソン（2敗）
3. 本塁打
日：レアード3号（8回表満塁）
広：丸1号（5回裏ソロ）
4. 審判
［球審］丹波
［塁審］一塁: 白井、二塁: 小林、三塁: 川口
［外審］左翼: 嶋田、右翼: 有隅
5. 試合時間: 4時間1分  観客: 30693人

- 得点経過
- 1回表-岡タイムリー内野安打。C0-1F
- 2回裏-投手増井暴投、三塁手レアードタイムリーエラー。C2-1F
- 4回表-田中ライト前タイムリー、西川タイムリースリーベース。C2-4F
- 5回裏-丸ソロホームラン。C3-4F
- 6回裏-下水流タイムリー内野安打。C4-4F
- 8回表-中田四球を選び押し出し、バースセンター前タイムリー、レアード満塁ホームラン。C4-10F

## 表彰選手
- 最高殊勲選手賞（MVP）：ブランドン・レアード（日本ハム）
- 敢闘選手賞：ブラッド・エルドレッド（広島）
- 優秀選手賞（3名）：アンソニー・バース、西川遥輝、中田翔（いずれも日本ハム）

## 記録

### 個人
- 本盗：鈴木誠也（広島・第1戦）※1969年・巨人VS阪急の土井正三(巨人)以来47年ぶり[16]
- シリーズ打率.000：石原慶幸（広島）※日本シリーズ最低タイ記録（6試合シリーズとしては新記録）
- 6試合登板：今村猛（広島）・ジェイ・ジャクソン（広島）※日本シリーズ最多タイ記録
- 3試合連続本塁打：ブラッド・エルドレッド（広島・第1戦 - 第3戦）※日本シリーズ最多タイ記録
- サヨナラ満塁ホームラン：西川遥輝（日本ハム・第5戦）※1992年・西武VSヤクルトの杉浦享（ヤクルト）以来24年ぶり2人目[17]
- シリーズ2三塁打、1試合2三塁打：西川遥輝（日本ハム・第6戦）※日本シリーズ最多タイ記録、6試合制でのシリーズ2三塁打は単独最多。
- 1回表先頭打者初球三塁打：西川遥輝（日本ハム・第6戦）※1回表、初球とも日本シリーズ史上初

## テレビ・ラジオ放送およびネット配信

### テレビ放送
第1戦
- TBSテレビ（TBS）系列《地上波》[20]
  - 放送時間
    - 第1部：18:00 - 18:35
    - 第2部：18:35 - 22:20（番組全体で80分延長）[注釈 6][21]
- TBSチャンネル2《有料CS》
  - 放送時間：18:25 - 22:30（延長あり）

第2戦
- フジテレビ（CX）系列《地上波》[22][注釈 7]
  - 放送時間：18:30 - 22:04（70分延長）[23]
- フジテレビONE《有料CS》[24]
  - 放送時間：18:30 - 23:00（延長あり）

第3戦
- テレビ朝日（EX）系列《地上波》[25]
  - 放送時間：18:33 - 21:54（57分延長）[注釈 8][26][27]

第4戦
- TBSテレビ（TBS）系列《地上波》[28]
  - 放送時間
    - 第1部：18:15 - 18:30
    - 第2部：18:30 - 22:07（番組全体で10分延長）[29]
- NHK BS1[30]
  - 放送時間：18:15 - 21:50（延長あり）
- TBSチャンネル2《有料CS》
  - 放送時間：18:25 - 23:00（延長あり）

第5戦
- テレビ朝日（EX）系列《地上波》[25]
  - 放送時間：18:03 - 21:50（53分延長）[注釈 9][27]
- NHK BS1[30]
  - 放送時間：17:55 - 21:30（延長あり）

第6戦
- 日本テレビ（NTV）系列《地上波》
  - 放送時間：18:30 - 22:38（104分延長）[注釈 10][31][32]
- 日テレジータス《有料CS[注釈 11]》[33]
  - 放送時間：18:00 - 22:30（再放送：翌0:00 - 4:00）

※なお、第7戦が行われた場合は以下の各局で放送予定であった。
- テレビ朝日（EX）系列《地上波》[25]
- NHK BS1[30]

#### 今大会の視聴率
- 今大会のテレビ中継における平均視聴率については以下の通り[19]。ちなみに第6戦（日本テレビ系列）では、札幌（札幌テレビ）・広島（広島テレビ）の両地区でいずれも50%の大台を突破[34][35]。日本シリーズのテレビ中継における平均視聴率が出場チームの双方の地元で50%を超えたのは、2001年以降初めてのこと[36]。
  - 関東地区（ビデオリサーチ調べ、関東地区・世帯・リアルタイム）
    - 第1戦・第1部：13.8%（TBSテレビ）
    - 同・第2部：18.5%（TBSテレビ）
    - 第2戦：13.8%（フジテレビ）
    - 第3戦：17.5%（テレビ朝日）
    - 第4戦・第1部：8.7%（TBSテレビ）
    - 同・第2部：15.9%（TBSテレビ）
    - 第5戦：17.4%（テレビ朝日）
    - 第6戦：25.1%（日本テレビ）

  - 広島地区（ビデオリサーチ調べ、広島地区・世帯・リアルタイム）※民放4局地区
    - 第1戦・第1部：35.5%（中国放送）
    - 同・第2部：53.8%（中国放送）
    - 第2戦：53.8%（テレビ新広島）
    - 第3戦：59.6%（広島ホームテレビ）
    - 第4戦・第1部：23.1%（中国放送）
    - 同・第2部：48.6%（中国放送）
    - 第5戦：44.4%（広島ホームテレビ）
    - 第6戦：54.9%（広島テレビ）

  - 札幌地区（ビデオリサーチ調べ、札幌地区・世帯・リアルタイム）
    - 第1戦・第1部：29.8%（北海道放送）
    - 同・第2部：40.4%（北海道放送）
    - 第2戦：33.2%（北海道文化放送）
    - 第3戦：37.7%（北海道テレビ）
    - 第4戦・第1部：18.3%（北海道放送）
    - 同・第2部：35.1%（北海道放送）
    - 第5戦：34.8%（北海道テレビ）
    - 第6戦：50.8%（札幌テレビ）

- なお、第6戦（日本テレビ系列）の瞬間最高視聴率は以下の通り[37]。
  - 関東地区：34.8%（22時01分・22時02分、日本テレビ。ビデオリサーチ調べ、関東地区・世帯・リアルタイム）
  - 広島地区：68.3%（21時57分・21時59分、広島テレビ。ビデオリサーチ調べ、広島地区・世帯・リアルタイム）
  - 札幌地区：66.5%（22時04分・22時05分・22時06分、札幌テレビ。ビデオリサーチ調べ、札幌地区・世帯・リアルタイム）[38]

### ラジオ放送
- JRNナイターの制作は、第1・2戦をTBSラジオ[注釈 12]、第3 - 5戦を北海道放送（自社エリア向け別制作は行わない）、第6・7戦を中国放送が担当。また、HBCは広島開催分も自社制作を行い、北海道ローカルで放送[39]。
- NRNナイターの制作は、広島開催分を中国放送（第6・7戦は裏送り）、札幌開催分をSTVラジオが担当する[40]。RCCは札幌開催分も自社制作を行い、広島県ローカルで放送（技術協力局が北海道放送かSTVラジオかは不明）。
- ニッポン放送（LF）は全試合[41]、文化放送（QR）は第4戦・第6戦（第4戦はSTV・第6戦はRCCからのネット受けで対応）以外の試合を自社制作[42]。
- NHKラジオ第1放送は、全試合を中継した[43]。
- 今年のクライマックスシリーズ(CS)では、中日ドラゴンズが出場しなかったため、例年行ってきたCSの中継を見送っていたCBCラジオは日本シリーズよりJRNネット受けを再開した。
- 東北放送は東北楽天ゴールデンイーグルスが、RKB毎日放送と九州朝日放送は福岡ソフトバンクホークスが、ラジオ日本は読売ジャイアンツが、それぞれ出場しないため局の方針により放送しなかった。

第1戦
- TBSラジオ（JRNネット）
  - ネット受け：CBC・ABC・BSN・MRO・FBC・SBS・RSK・KRY・RNC・JRT・RNB・RKC・OBS・MRT
- 中国放送（NRNネット）
  - ネット受け：STV・SF・MBS
- ニッポン放送（LF）≪関東広域圏ローカル≫
- 文化放送（QR）≪関東広域圏ローカル≫
- 北海道放送 ≪北海道ローカル≫
- NHKラジオ第1放送（全国放送、途中ニュース・気象情報あり）

第2戦
- TBSラジオ（JRNネット）
  - ネット受け：CBC・ABC・BSN・MRO・FBC・SBS・RSK・KRY・RNC・JRT・RNB・RKC・OBS・MRT
- 中国放送（NRNネット）
  - ネット受け：STV・SF・MBS
- ニッポン放送（LF）≪関東広域圏ローカル≫
- 文化放送（QR）≪関東広域圏ローカル≫
- 北海道放送 ≪北海道ローカル≫
- NHKラジオ第1放送（全国放送、途中ニュース・気象情報あり）

第3戦
- 北海道放送（JRNネット）
  - ネット受け：TBS・CBC・MBS・BSN・MRO・FBC・SBS・RSK・KRY・RNC・JRT・RNB・RKC・OBS・MRT
- STVラジオ（NRNネット）
  - ネット受け：SF・ABC
- ニッポン放送（LF）≪関東広域圏ローカル≫
- 文化放送（QR）≪関東広域圏ローカル≫
- 中国放送 ≪広島県ローカル≫
- NHKラジオ第1放送（全国放送、途中ニュース・気象情報あり）

第4戦
- 北海道放送（JRNネット）
  - ネット受け：TBS・CBC・MBS・SBS
- STVラジオ（NRNネット）
  - ネット受け：QR・SF・ABC・BSN・MRO・FBC・RSK・KRY・RNC・JRT・RNB・RKC・OBS・MRT
- ニッポン放送（LF）≪関東広域圏ローカル≫
- 中国放送 ≪広島県ローカル≫
- NHKラジオ第1放送（全国放送、途中ニュース・気象情報あり）

第5戦
- 北海道放送（JRNネット）
  - ネット受け：TBS・CBC・MBS・SBS
- STVラジオ（NRNネット）
  - ネット受け：SF・ABC・BSN・MRO・FBC・RSK・KRY・RNC・JRT・RNB・RKC・OBS・MRT
- ニッポン放送（LF）≪関東広域圏ローカル≫
- 文化放送（QR）≪関東広域圏ローカル≫
- 中国放送 ≪広島県ローカル≫
- NHKラジオ第1放送（全国放送、途中ニュース・気象情報あり）

第6戦
- 中国放送（JRNネット）
  - ネット受け：TBS・CBC・ABC・BSN・MRO・FBC・SBS・RSK・KRY・RNC・JRT・RNB・RKC・OBS・MRT
- 中国放送制作・裏送り（NRNネット）
  - ネット受け：QR・STV・SF・MBS
- ニッポン放送（LF）≪関東広域圏ローカル≫
- 北海道放送 ≪北海道ローカル≫
- NHKラジオ第1放送（全国放送、途中ニュース・気象情報あり）

※なお、第7戦が行われた場合は以下の各局で放送予定であった。
- 中国放送（JRNネット）
  - ネット受け：TBS
- 中国放送制作・裏送り（NRNネット）
  - ネット受け：STV
- ニッポン放送（LF）≪関東広域圏ローカル≫
- 文化放送（QR）≪関東広域圏ローカル≫
- 北海道放送 ≪北海道ローカル≫
- NHKラジオ第1放送（全国放送）

### ネット配信
テレビ朝日系列で中継の行われる第3・5戦は、同局が出資するインターネット放送局の『AbemaTV』で生配信が行われた。地上波放送の事前枠『直前情報』の開始と同時刻より生配信を開始した。なお、第7戦が行われた場合も第3・5戦と同様の体制で配信予定であった。

### エピソード
- シリーズ中、メニューに「ハムカツ」がある広島県内の一部の飲食店では、「ハムカツ=日本ハムが勝つ」と連想することから、名称を「ハム喰い」と変更して提供したり、または販売そのものを中止にしていた[45][46]。
- テレビ朝日系列「報道ステーション」では、その試合の結果及び解説をする前に、前田智徳、稲葉篤紀両コメンテーターが栗山、緒方両監督の人形に「お願いします！」と一礼して解説が始まるのが、定番となった。